# Dr. Mario & Germ Buster
Dr. Mario & Germ Buster (w Stanach Zjednoczonych wydana jako Dr. Mario Online Rx) (jap. Dr. MARIO & 細菌撲滅) – komputerowa gra logiczna wyprodukowana przez studio Arika i wydana w 2008 roku przez Nintendo na platformę Wii. Jest to piąta część serii gier logicznych Dr. Mario.
Gra opiera się na zasadach znanych z gry Tetris. Zadaniem gracza jest odpowiednie ułożenie rzucanych przez Mario pigułek, tak aby wyeliminować wszystkie wirusy. Dostępna jest także opcja gry przez internet dzięki usłudze Nintendo Wi-Fi Connection, która pozwala na pojedynki z graczami z całego świata.

## Odbiór gry
Dr. Mario & Germ Buster otrzymała raczej pozytywne recenzje, uzyskując średnią ocen 72/100 według Metacritic.